# 波良卡 (科羅斯堅區)
50°49′27″N 28°45′19″E / 50.82417°N 28.75528°E
波良卡（烏克蘭語：Полянка）是位於烏克蘭北部日托米爾州科羅斯堅區的村莊，面積0.99平方公里，海拔高度181米，2001年人口130，人口密度每平方公里131.98人。